# Новоселівська сільська територіальна громада
Новоселівська сільська територіальна громада — об'єднана територіальна громада в Україні, в Полтавському районі Полтавської області. Адміністративний центр — село Новоселівка.
Площа — 190,35 км², населення — 4838 мешканців (2016).
Утворена 29 серпня 2017 року шляхом об'єднання Надержинщинської, Нестеренківської, Новоселівської та Черкасівської сільських рад Полтавського району.
19 липня 2020 року, в результаті адміністративно - територіальної реформи та ліквідації Полтавського району(1925-2020), громада увійшла до складу новоутвореного Полтавського району.

## Населені пункти
До складу громади входять 34 сіл: Березівка, Божки, Божківське, Божкове, Брунівка, Бурти, Васильці, Вербове, Вільхівщина, Вільховий Ріг, Гаврилки, Глоби, Головки, Гонтарі, Забаряни, Карнаухи, Кованьківка, Коломак, Крюкове, Мар'ївка, Надержинщина, Нестеренки, Новоселівка, Опішняни, Пасківка, Петрашівка, Рунівщина, Ступки, Сусідки, Сягайли, Терентіївка, Фисуни, Черкасівка та Шили.